# (3079) Schiller
(3079) Schiller ist ein Asteroid des Hauptgürtels, der am 24. September 1960 von dem niederländischen Astronomenehepaar Cornelis Johannes van Houten und Ingrid van Houten-Groeneveld entdeckt wurde. Die Entdeckung geschah im Rahmen des Palomar-Leiden-Surveys, bei dem von Tom Gehrels mit dem 120-cm-Oschin-Schmidt-Teleskop des Palomar-Observatoriums (IAU-Code 675) aufgenommene Feldplatten an der Universität Leiden durchmustert wurden.
Der Asteroid wurde nach dem deutschen Dichter, Philosophen und Historiker Friedrich Schiller (1759–1805) benannt, der zusammen mit Wieland, Goethe und Herder das Viergestirn der Weimarer Klassik bildet.